# Benthoclionella
Benthoclionella is een geslacht van weekdieren uit de klasse van de Gastropoda (slakken).

## Soort
- Benthoclionella jenneri Kilburn, 1974